# لا مسا (کالیفرنیا)
لا مسا (به انگلیسی: La Mesa) شهری در شهرستان سن دیه‌گو، کالیفرنیا ایالت کالیفرنیا است که در سرشماری سال ۲۰۱۰ میلادی، ۵۷۰۶۵ نفر جمعیت داشته است.